# Klaus Allissat
Klaus Peter Werner Allissat (* 8. Mai 1938 in Berlin) ist ein ehemaliger deutscher Säbelfechter und Teilnehmer an zwei Olympischen Spielen. Er focht beim Königsbacher SC Koblenz.

## Erfolge
1963, 1965 und 1968 wurde Allissat Deutscher Vizemeister im Säbelfechten, 1966 belegte er den dritten Platz.
Bei den Olympischen Spielen 1964 in Tokio war Allissat Teil der Herrensäbel-Mannschaft. Zusammen mit Dieter Wellmann, Walter Köstner, Jürgen Theuerkauff und Percy Borucki belegte er den sechsten Platz bei dreizehn teilnehmenden Mannschaften. Auch Olympischen Spielen 1968 in Mexiko-Stadt focht Allissat mit der Säbelmannschaft (Allissat, Borucki, Köstner, Paul Wischeidt und Volker Duschner) und wurde siebter (von 12 Mannschaften).